# Copa das Ilhas Faroe de 2021
A Copa das Ilhas Faroe de 2021 foi a 67ª edição da Copa das Ilhas Faroé. O torneio se iniciou no dia 10 de abril e terminou no dia 04 de dezembro. O B36 Tórshavn conquistou o título após vencer a final contra o NSÍ Runavík nos pênaltis por 4x3. Esse foi o 7º título da equipe no torneio. 
Apenas a equipe principal de cada time pode competir no torneio.
Todas as partidas são disputadas no fuso horário UTC+1 (WEST)

## Calendário
| Fase             | Data do Sorteio    | Data da Partida                         |
| ---------------- | ------------------ | --------------------------------------- |
| Fase preliminar  | 1 de Abril de 2021 | 10 de Abril de 2021                     |
| Primeira fase    | 1 de Abril de 2021 | 18 e 20 de Abril de 2021                |
| Quartas de Final | 25 de Maio de 2021 | 20–30 de Maio e 22 de Setembro de 2021  |
| Semifinal        |                    | 21 de Novembro – 28 de Novembro de 2021 |
| Final            | —                  | 4 de Dezembro de 2021                   |

## Fase preliminar
| Equipe 1        | Resultado | Equipe 2      |
| --------------- | --------- | ------------- |
| Royn Hvalba (3) | 0–3       | FC Hoyvík (3) |
| MB (4)          | 0–3       | Undrið FF (3) |

| 10 de abril de 2021 | Royn Hvalba (3) | 0 – 3     | FC Hoyvík (3)            | Á Skørðunum, Hvalba                    |  |
| 17:00               |                 | Relatório | Arge 18', 36', 73' (pen) | Público: 0 Árbitro: Páll Augustinussen |  |

| 10 de abril de 2021 | MB (4) | 0 – 3 (WO) | Undrið FF (3) | Við Kirkju, Miðvágur |  |
| 20:00               |        | Relatório  |               |                      |  |

## Primeira fase
| Equipe 1          | Resultado | Equipe 2             |
| ----------------- | --------- | -------------------- |
| TB Tvøroyri (1)   | 0–2       | Havnar Bóltfelag (1) |
| B71 Sandoy (2)    | 2–1       | Undrið FF (3)        |
| 07 Vestur (2)     | 3–0       | FC Hoyvík (3)        |
| B36 Tórshavn (1)  | 6–0       | Argja Bóltfelag (1)  |
| Víkingur Gøta (1) | 2–0       | Skála ÍF (1)         |
| B68 Toftir (1)    | 1–2       | EB/Streymur (1)      |
| ÍF (1)            | 3–0       | FC Suðuroy (3)       |
| KÍ (1)            | 1–2       | NSÍ Runavík (1)      |

| 18 de abril de 2021 | TB Tvøroyri (1) | 0 – 2     | Havnar Bóltfelag (1)         | Við Stórá, Trongisvágur            |  |
| 14:00               |                 | Relatório | Johannesen 72' · Bediako 80' | Público: 200 Árbitro: Alex Troleis |  |

| 18 de abril de 2021 | B71 Sandoy (2)             | 2 – 1     | Undrið FF (3) | Inni í Dal, Sandoy                    |  |
| 16:00               | Klayver 76' · Mohammed 78' | Relatório | Dam 22'       | Público: 200 Árbitro: Eiler Rasmussen |  |

| 18 de abril de 2021 | 07 Vestur (2)                                  | 3 – 0     | FC Hoyvík (3) | Á Dungasandi, Vágar              |  |
| 15:00               | Myklebust 7' (pen) · Petterson 35' · Olsen 61' | Relatório |               | Público: 150 Árbitro: Rúni Olsen |  |

| 18 de abril de 2021 | B36 Tórshavn (1)                                                                           | 6 – 0     | Argja Bóltfelag (1) | Tórsvøllur, Tórshavn               |  |
| 15:00               | Agnarsson 5' · Jakobsen 16' · Mellemgaard 27' · Nielsen 53' · Samuelsen 71' · Heinesen 79' | Relatório |                     | Público: 300 Árbitro: Rúni Gaardbo |  |

| 18 de abril de 2021 | Víkingur Gøta (1)            | 2 – 0     | Skála ÍF (1) | Sarpugerði, Norðragøta                       |  |
| 15:00               | Vatnhamar 7' · Bárðarson 32' | Relatório |              | Público: 300 Árbitro: Jóhan Hendrik Ellefsen |  |

| 18 de abril de 2021 | B68 Toftir (1)   | 1 – 2     | EB/Streymur (1)       | Svangaskarð, Toftir               |  |
| 15:00               | Cieślewicz 90+3' | Relatório | Olsen 37' · Kruse 56' | Público: 0 Árbitro: Kári Høvdanum |  |

| 18 de abril de 2021 | ÍF (1)                                                   | 3 – 0     | FC Suðuroy (3) | Í Fløtugerði, Fuglafjørður          |  |
| 15:00               | Reinert Petersen 12' · Petersen 42' · Ellingsgaard 90+1' | Relatório |                | Público: 150 Árbitro: Dagfinn Forná |  |

| 20 de abril de 2021 | KÍ (1)        | 1 – 2     | NSÍ Runavík (1)        | Við Djúpumýrar, Klaksvík             |  |
| 19:00               | Klettskarð 9' | Relatório | Olsen 59', 90+2' (pen) | Público: 1 800 Árbitro: Alex Troleis |  |

## Quartas de Final
| Equipe 1        | Resultado | Equipe 2             |
| --------------- | --------- | -------------------- |
| NSÍ Runavík (1) | 3–0       | 07 Vestur (2)        |
| EB/Streymur (1) | 2–3       | B36 Tórshavn (1)     |
| ÍF (1)          | 2–3       | Víkingur Gøta (1)    |
| B71 Sandoy (2)  | 0–5       | Havnar Bóltfelag (1) |

| 28 de maio de 2021 | NSÍ Runavík (1)               | 3 – 0     | 07 Vestur (2) | Við Løkin, Runavík                  |  |
| 19:00              | Olsen 31', 82' · Trenskow 35' | Relatório |               | Público: 300 Árbitro: Kári Høvdanum |  |

| 29 de maio de 2021 | EB/Streymur (1)        | 2 – 3     | B36 Tórshavn (1)                | Í Hólmanum, Eiði                   |  |
| 15:00              | Kruse 24' · Hansen 90' | Relatório | Johansen 22' · Nielsen 66', 86' | Público: 250 Árbitro: Rúni Gaardbo |  |

| 30 de maio de 2021 | ÍF (1)                                     | 2 – 3     | Víkingur Gøta (1)             | Í Fløtugerði, Fuglafjørður         |  |
| 16:00              | Stojanov 9' · Reinert-Petersen 90+1' (pen) | Relatório | Johansen 21', 50' · Olsen 31' | Público: 800 Árbitro: Alex Troleis |  |

| 22 de setembro de 2021 | B71 Sandoy (2) | 0 – 5     | Havnar Bóltfelag (1)                                               | Inni í Dal, Sandoy                 |  |
| 18:15                  |                | Relatório | Radosavljevic 18' · Thomsen 65', 70' · Przybylski 73' · Askham 77' | Público: 150 Árbitro: Rani Skaalum |  |

## Semifinal
| Equipe 1             | Total   | Equipe 2         | 1º jogo | 2º jogo |
| -------------------- | ------- | ---------------- | ------- | ------- |
| Víkingur Gøta (1)    | 1–3     | B36 Tórshavn (1) | 1–0     | 0–3     |
| Havnar Bóltfelag (1) | 4–4 (p) | NSÍ Runavík (1)  | 2–2     | 2–2     |

| 21 de novembro de 2021 | Víkingur Gøta (1) | 1 – 0     | B36 Tórshavn (1) | Sarpugerði, Norðragøta                         |  |
| 15:00                  | Klein 71'         | Relatório |                  | Público: 1 000 Árbitro: Jóhan Hendrik Ellefsen |  |

| 29 de novembro de 2021 | B36 Tórshavn (1)            | 3 – 0     | Víkingur Gøta (1) | Tórsvøllur, Tórshavn                              |  |
| 18:00                  | Pingel 7', 82' · Thrane 26' | Relatório |                   | Público: 500 Árbitro: Alex de Albuquerque Troleis |  |

| 20 de novembro de 2021 | Havnar Bóltfelag (1)                 | 2 – 2     | NSÍ Runavík (1)             | Tórsvøllur, Tórshavn                    |  |
| 15:00                  | Jakobsen 68' · Højgaard 90+2' (g.c.) | Relatório | Knudsen 33' · Mortensen 34' | Público: 200 Árbitro: Kári J á Høvdanum |  |

| 29 de novembro de 2021                                                                         | NSÍ Runavík (1)          | 2 – 2 (pro) (7 – 6 pen.)                                                                     | Havnar Bóltfelag (1)     | Við Løkin, Runavík                  |  |
| 18:00                                                                                          | Olsen 33' · Egilsson 79' | Relatório                                                                                    | Jakobsen 3' · Wardum 15' | Público: 500 Árbitro: Petur Reinert |  |
|                                                                                                |                          | Penalidades                                                                                  |                          |                                     |  |
| - Olsen - Egilstoft - Trenskow - Egilsson - Jensen - Jakobsen - Höjgaard - Hentze - Sigvardsen |                          | - Samuelsen - Askham - Petersen - Jakobsen - Gestsson - Joensen - Wardum - Mohr - Przybylski |                          |                                     |  |

## Final
| 4 de dezembro de 2021 | NSÍ Runavík (1) | 1 – 1 (pro) | B36 Tórshavn (1) | Tórsvøllur, Tórshavn                    |
| 16:00                 | Knudsen 10'     | Relatório   | Johansen 30'     | Público: 2 300 Árbitro: Eiler Rasmussen |

|                                       |       | Penalidades                                     |  |
| Olsen Egilstoft Knudsen Hansen Jensen | 3 – 4 | Enevoldsen Mellemgaard Heinesen Petersen Thrane |  |

## Artilheiros
Atualizado em 08 de dezembro de 2021
| Pos. | Jogador               | Equipe           | Gols |
| ---- | --------------------- | ---------------- | ---- |
| 1    | Aron Knudsen          | NSÍ Runavík      | 6    |
| 2    | Bjarki Nielsen        | B36 Tórshavn     | 3    |
| 2    | Tróndur Arge          | FC Hoyvík        | 3    |
| 4    | Andrass Johansen      | B36 Tórshavn     | 2    |
| 4    | Bogi Reinert Petersen | ÍF               | 2    |
| 4    | Hilmar Leon Jakobsen  | Havnar Bóltfelag | 2    |
| 4    | Jákup Johansen        | Víkingur Gøta    | 2    |
| 4    | Jákup Thomsen         | Havnar Bóltfelag | 2    |
| 4    | Niklas Kruse          | EB/Streymur      | 2    |
| 4    | Sebastian Pingel      | B36 Tórshavn     | 2    |